# Lars Sætra
Lars Sætra, född 24 juli 1991 i Drammen, är en norsk fotbollsspelare (mittback) som spelar för Kalmar FF.

## Karriär
Sætra startade sin karriär i Strømsgodset IF och debuterade i Tippeligaen som 18-åring. Han spelade fyra säsonger i klubben, med undantag för en kortare utlåning till Sandefjord i Adeccoligaen, innan han flyttade vidare till Hammarby på ett kontrakt som sträckte sig till slutet av säsongen 2016.
Sætra gjorde sin ligadebut i en match mot Öster som slutade med vinst 3-0. Det blev totalt 14 matcher under säsongen, som slutade med att Hammarby vann Superettan och därmed kvalificerade sig för Allsvenskan 2015. Sætra var ordinarie även under säsongen 2015, och spelade 29 matcher. Efter säsongen kom Hammarby och Sætra överens om att förlänga kontraktet till slutet av säsongen 2018.
Efter några säsonger hemma i Norge med spel i Strømsgodset och Tromsø värvades Sætra mars 2021 av Kalmar FF, med vilka han skrev ett treårskontrakt. I december 2022 förlängde Sætra sitt kontrakt i klubben fram över säsongen 2025.
Saetra vann utmärkelsen månadens spelare i Superettan för April 2025 efter att han gjort fyra mål och tre assist på de inledande sex omgångarna. 

### Webbkällor
- Lars Sætra på Soccerway (engelska)
- Lars Sætra hos Hammarby IF Fotboll
- Lars Sætra hos Svenska Fotbollförbundet
- Lars Sætra på transfermarkt.co.uk